# Каргалык (уезд)
Уезд Каргалы́к (уйг. قاغىلىق ناھىيىسى‎, Қарғилиқ наһийиси) или уезд Ечэ́н кит. упр. 叶城县, пиньинь Yèchéng xiàn) — уезд округа Кашгар Синьцзян-Уйгурского автономного района КНР. Административный центр — посёлок Каргалык.

## Название
Название «Ечэн» означает «город на реке Яркенд».

## История
Уезд Ечэн был образован сразу после создания в 1883 году провинции Синьцзян.

## Административное деление
Уезд Ечэн делится на 3 посёлка и 17 волостей.

## Экономика
Уезд Каргалык является крупнейшей производственной базой грецких орехов в Синьцзяне. По состоянию на 2022 год сельскохозяйственная площадь, занятая под грецким орехом, составляла более 42 тыс. га, в уезде было собрано 135 тыс. тонн орехов. Более 300 тыс. человек в уезде занимаются выращиванием и обработкой грецкого ореха.
Компания CNPC активно развивает в уезде солнечную энергетику.

## Транспорт
Через уезд проходит национальное шоссе Годао 219.